# Plugue anal

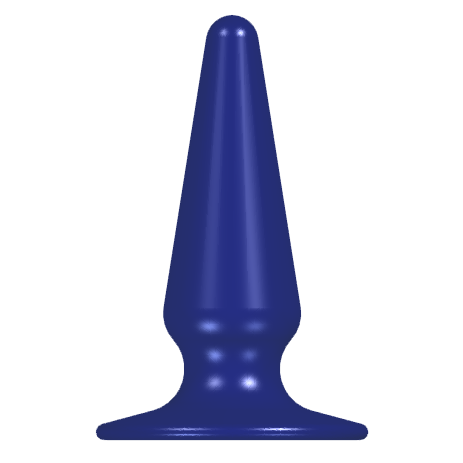
Desenho digital de um plugue anal

Um plugue anal é um brinquedo sexual projetado para ser inserido no reto a fim de obter prazer sexual. Eles são semelhantes a um dildo em alguns aspectos, mas tendem a ser mais curtos e possuem uma extremidade inferior larga para evitar que o dispositivo seja totalmente inserido no reto.

## História
Os plugues anais foram originalmente projetados para usos terapêuticos e posteriormente comercializados como uma cura para a insanidade e a constipação.

## Uso
Ao contrário da vagina, que é fechada pelo colo do útero, o reto leva ao sigmoide. Objetos que são inseridos no reto podem, portanto, chegar acidentalmente até o intestino. Para evitar isso, a maioria dos plugues anais possui uma extremidade alargada. Alguns dildos não têm uma extremidade alargada e, portanto, não é aconselhável usá-los analmente, pois corpos estranhos retais podem ficar presos e exigir extração médica.
Além disso, o intestino grosso, que está localizado acima do reto, é facilmente perfurado. Por esse motivo, os plugues anais tendem a ser mais curtos do que os consolos, e seu tamanho marcado geralmente indica a circunferência do dispositivo em vez do seu comprimento. Eles também costumam ser lisos para evitar danos ao reto ou intestino. Para levá-los ao reto, os plugues anais apresentam um perfil de um cone com extremidade arredondada que se estreita à medida que passa pelo esfíncter anal, com a parte alargada fora do corpo, impedindo que o plugue anal seja inserido totalmente. O músculo esfíncter também ajuda a manter o plugue no lugar, evitando que ele deslize para fora involuntariamente.
Tal como acontece com outras atividades que envolvem a penetração anal, como o sexo anal, a aplicação de lubrificante sexual e uma abordagem suave e lenta são necessárias para inserir ou remover um plugue anal com segurança.
Os plugues anais às vezes são cobertos por preservativos, o que garante maior higiene e torna a esterilização mais fácil depois do uso. Os plugues anais não devem ser compartilhados com outras pessoas, devido ao risco de transmissão de infecções sexualmente transmissíveis, incluindo o HIV, pela transferência de fluidos corporais de uma pessoa para outra durante a relação sexual.

## Modelos
Os plugues anais existem em uma variedade de cores, formas, tamanhos e texturas. Alguns são projetados para se parecerem com um pênis, enquanto outros contam com texturização ou ondulação. A maioria, entretanto, tem a forma mostrada na foto acima, tendo uma ponta fina que é mais larga no meio, um entalhe para mantê-la no lugar depois de inserida e uma base alargada para evitar a inserção completa no reto. Alguns plugues são projetados (geralmente longos, flexíveis e curvos) para penetrar no cólon sigmoide.
Os plugues anais são fabricados em uma variedade de materiais, sendo o mais comum o látex. Outros materiais incluem silicone, neopreno, madeira, metal e outros. O silicone também é um material comum, pois pode ser desinfetado em água fervente.
Existem plugues anal que imitam a ejaculação e esguicham água ou outros fluidos viscosos no reto. Existem também plugues acoplados com vibradores e plugues que podem inflar e expandir. Alguns plugues anais são projetados especificamente para a estimulação da próstata. 

### Plugues fetichistas

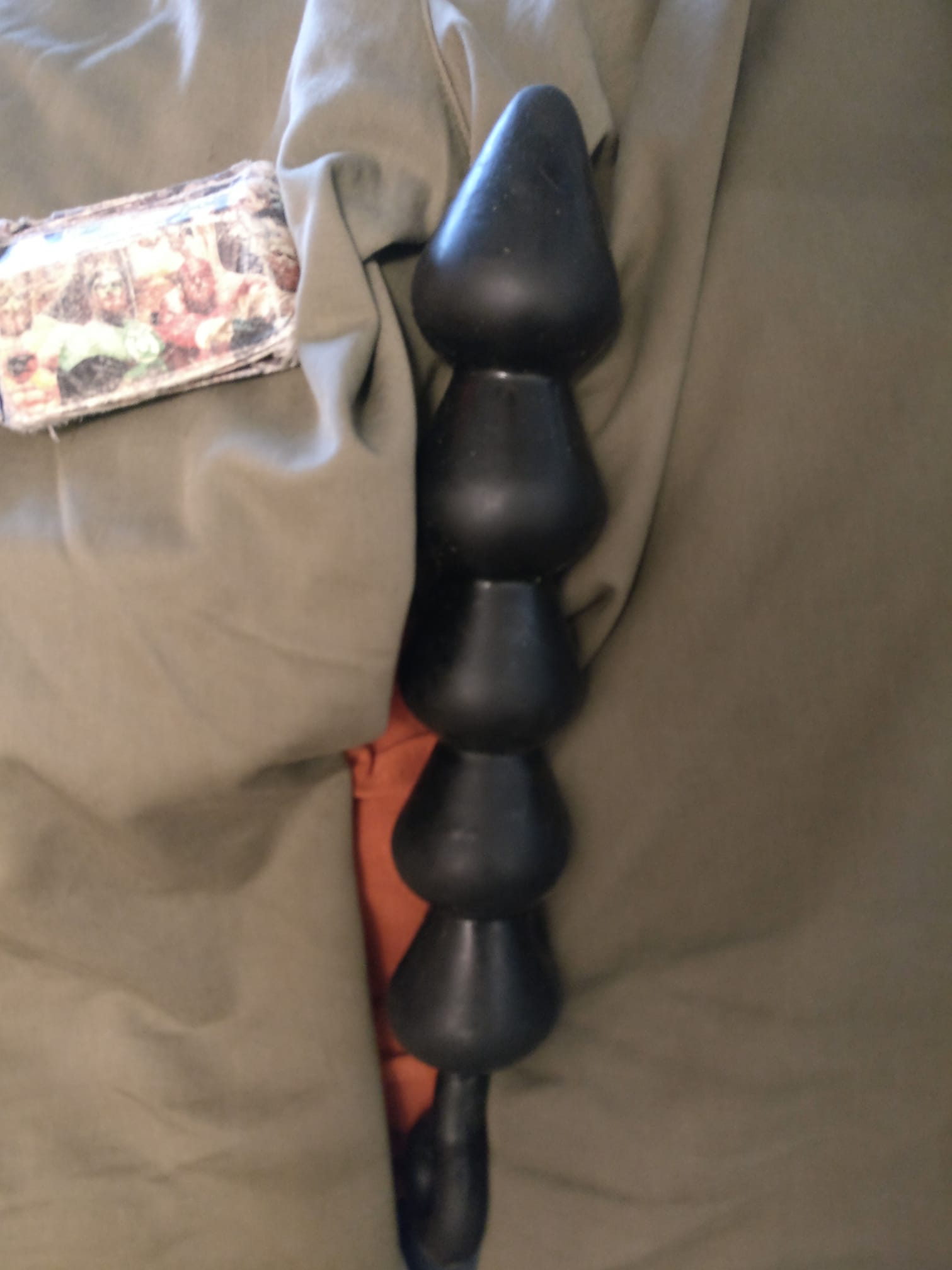
Um plugue anal grande com estrutura incomum

Os plugues fetichistas são plugues anal cujos modelos são incomuns, excitantes ou únicos de alguma forma. Um plugue fetichista é chamado assim porque atende a fetiches sexuais.
Um tipo comum de plugue fetichista é o plugue anal com cauda de animal falsa. A cauda do animal, geralmente feita com pele sintética, é presa à extremidade não inserível do plugue de modo que, quando usado ou inserido, dê a impressão de que o usuário tem cauda de animal. Alguns plugues anais populares usados na prática sexual conhecida como pet play são moldados em silicone, permitindo a simulação do ato de abanar a cauda.

## Riscos
Os brinquedos sexuais usados no ânus podem causar danos à saúde, pois conforme os músculos retais se contraem há uma tendência de sucção do objeto, potencialmente obstruindo o cólon. Para evitar que isso ocorra, recomenda-se que as pessoas usem somente brinquedos sexuais que possuem base alargada. No entanto, mesmo os brinquedos sexuais com base alargada não são um método infalível para evitar que o plugue entre no reto completamente. Os plugues de topo com diâmetro excessivo podem, especialmente quando inseridos com muita rapidez e / ou muita força, causar ruptura do esfíncter, descolamento ou outra falha retal. Os exercícios de Kegel podem ajudar a manter a função esfincteriana normal e saudável. Ao inserir um plugue anal, deve-se ser delicado, usar lubrificação, começar com tamanhos menores e ter paciência. Embora os dados médicos sejam escassos, é recomendado não deixar um plugue anal inserido por mais de duas a três horas.